# Estação Shchiukinskaia
Shchiukinskaia (em russo:  Щукинская) é uma das estações da linha Tagansko-Krasnopresnenskaia (Linha 7) do Metro de Moscovo, na Rússia. Estação «Shchiukinskaia» está localizada entre as estações «Oktiabrskoie Pole» e «Tuchinskaia».